# Liberyjska straż przybrzeżna
Liberyjska straż przybrzeżna – umundurowana i uzbrojona formacja służąca społeczeństwu, przeznaczona do ochrony i egzekwowania prawa na obszarze morskim Liberii, a także do przeprowadzania akcji ratunkowych wzdłuż wybrzeża i na morzu.

## Historia
Liberyjska straż przybrzeżna została założona w 1959 roku. W czasie prezydentury Williama Tubmana, do dyspozycji miała jedynie kilka, często niezdatnych do użytku jednostek patrolowych obsadzonych niewyszkolonym personelem. Na początku lat 80, straż przybrzeżna liberii przeszła gruntowną modernizację, do tego stopnia, że została ogłoszona najlepiej wyszkoloną formacją służb zbrojnych w Liberii.
W 1984 roku straż przybrzeżna liberii liczyła 450 pracowników.
W roku 1986 prezydent Samuel Doe przemianował straż przybrzeżną na marynarkę wojenną liberii.
Straż przybrzeżna liberii została reaktywowana 11 lutego 2010 w 53 rocznicę święta liberyjskich sił zbrojnych. Początkowo liczyła 40 wykwalifikowanych pracowników którzy przeszli szereg szkoleń Stanach Zjednoczonych. Dodatkowo do ambasady w Monrovii został oddelegowany oficer straży przybrzeżnej Stanów Zjednoczonych którego zadaniem aktywna pomoc w działaniach liberyjskiej straży przybrzeżnej.